# Caenocryptoides maai
Caenocryptoides maai là một loài tò vò trong họ Ichneumonidae.